# UZU PARK
UZU PARK（ウズ・パーク）は、徳島県鳴門市撫養町大桑島の鳴門競艇場にある公園である。愛称はウズパ。

## 地理
2018年（平成30年）11月に鳴門競艇場内にオープン。核となるスケート場はオールコンクリートで、西日本最大級の広さを誇る。またセクションの設計はスケートボードカンパニー「EVISEN SKATEBOARDS」に所属するプロスケーターが監修。
スケート場のほかにはバスケットボール場と自転車ロードレース場があり、いずれのスポーツも2020年東京オリンピックの正式種目に選ばれている。また「UZUHALL」には、無料施設としては国内最大級のボルダリング設備や図書スペースが完備されている。

## 施設
- SKATEPARK - スケート場。
- BASKETBALL COURT - バスケットボール場。
- CYCLE STATION - 2017年（平成29年）10月1日に誕生した自転車ロードレース場。
- UZUHALL - 無料。ボルダリング場と図書スペースが完備。

## 交通
- JR鳴門線「鳴門駅」より車で約5分。